# Sylvirana lacrima
Sylvirana lacrima es una especie de anfibio anuro de la familia Ranidae.
Se encuentra en Birmania.